# نصف‌النهار ۴۳ درجه غربی
نصف‌النهار ۴۳ درجه غربی ۴۳مین نصف‌النهار غربی از گرینویچ است که از لحاظ زمانی ۲ ساعت و ۵۲ دقیقه با گرینویچ اختلاف زمانی دارد.
این نصف‌النهار از قطب شمال شروع و از مناطق زیر گذشته و به قطب جنوب ختم می‌شود.
- گرینلند
- اقیانوس اطلس